# Список лётчиков-асов Вьетнамской войны
Во время войны во Вьетнаме (1957—1975) воздушные бои не были таким массовым явлением, как во время Корейской войны. Противостояние в воздухе происходило только между военно-воздушными силами США и Северного Вьетнама, причём, в отличие от Кореи, в нём не участвовали советские лётчики. США проводили продолжительные воздушные операции против Северного Вьетнама трижды — в 1965—1968 годах («Rolling Thunder») и в 1972 году («Linebacker I» и «Linebacker II»). Во всех случаях вьетнамская истребительная авиация не играла большой роли — и американская, и вьетнамская статистики при полном расхождении в абсолютных цифрах сходятся на том, что в воздушных боях было сбито менее 10 % самолётов от общего числа потерь авиации США над Северным Вьетнамом. Несмотря на это, с обеих сторон появились асы — лётчики, сбившие 5 и более самолётов противника.
Приводимые сторонами цифры своих потерь и побед, как и любую военную статистику, следует воспринимать с долей осторожности. Помимо неизбежного пропагандистского момента, на таких данных всегда сказывается неполнота односторонней информации. Средства объективного контроля (записи фотопулемёта, показания других пилотов) не могут определить, например, судьбу повреждённого самолёта противника — сумел ли он вернуться на свой аэродром, были ли его повреждения ремонтопригодными. Для выявления истины необходимо тщательное сопоставление опубликованной и архивной информации обеих сторон. Пока этого не сделано, официальный счёт американских и вьетнамских асов не следует считать достоверным.

## Вьетнамские асы
ВВС Северного Вьетнама не отделяли победы над беспилотными самолётами-разведчиками от прочих. Всего в ходе войны асами стали 16 северовьетнамских пилотов, что можно считать большим успехом для страны, до 1964 года не имевшей истребительной авиации. Почти все асы летали на МиГ-21, только 3 пилота стали асами на МиГ-17.
| Имя              | Победы  | Самолёт        | Замечания |
| ---------------- | ------- | -------------- | --- |
| Нгуен Томб (Тун) | 13      | МиГ-21         | Мифический лётчик, факт существования которого был опровергнут после окончания войны. По американской легенде, погиб в бою 10 мая 1972 года |
| Нгуен Ван Кок    | 9       | МиГ-21         | Включая 2 беспилотных самолёта-разведчика. Герой Вьетнама                                                                                   |
| Май Ван Куонг    | 8       | МиГ-21         | Герой Вьетнама |
| Нгуен Хонг Ни    | 8       | МиГ-21         | Герой Вьетнама |
| Фам Тхань Нган   | 8       | МиГ-21         | Герой Вьетнама |
| Данг Нгок Нгы    | 7       | МиГ-21         | Герой Вьетнама. Сбит и погиб |
| Нгуен Ван Бэй    | 7       | МиГ-17         | Герой Вьетнама |
| Ву Нгок Динь     | 6       | МиГ-21         | Герой Вьетнама |
| Ле Тхань Дао     | 6       | J-6, МиГ-21    | Герой Вьетнама |
| Нгуен Данг Кинь  | 6       | МиГ-21         | |
| Нгуен Дык Соат   | 6       | J-6, МиГ-21    | Включая 1 беспилотный самолёт-разведчик. Герой Вьетнама                                                                                     |
| Нгуен Нгок До    | 6       | МиГ-21         | Герой Вьетнама |
| Нгуен Ньят Чиеу  | 6       | МиГ-17, МиГ-21 | Герой Вьетнама |
| Нгуен Тиен Сам   | 6       | МиГ-21         | Герой Вьетнама |
| Ле Хай           | 5 или 6 | МиГ-17         | Герой Вьетнама |
| Лыу Хюи Тяо      | 5 или 6 | МиГ-17         | Герой Вьетнама |
| Нгуен Ван Нгиа   | 5       | МиГ-21         | Герой Вьетнама |

## Американские асы

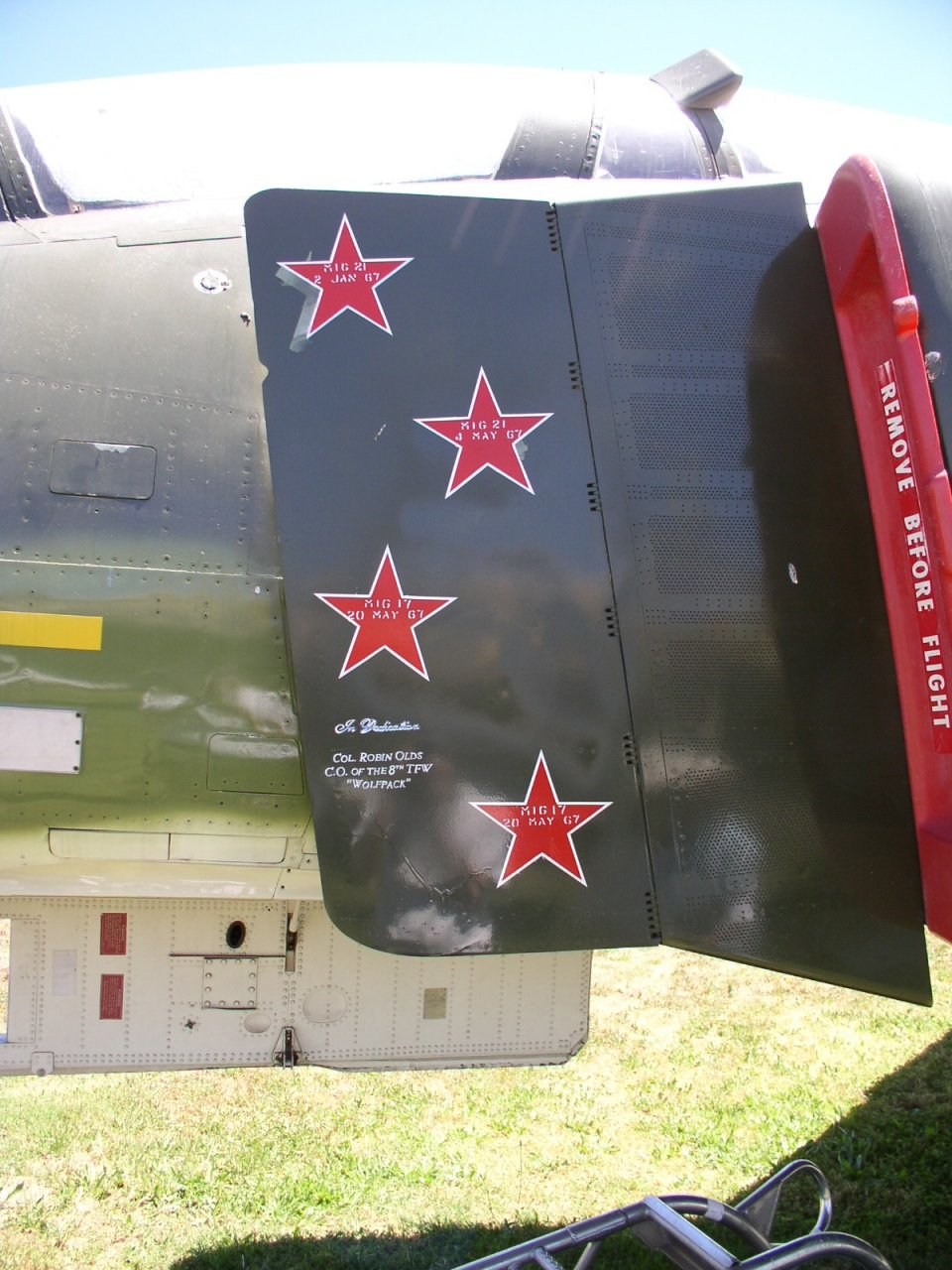
Отметки, нанесённые на клин воздухозаборника, показывают, что этот F-4 сбил четыре вьетнамских самолёта

Во время Вьетнамской войны основным истребителем ВВС и ВМС США был F-4 «Фантом II», имевший экипаж из двух человек. Победа, одержанная экипажем, засчитывалась и пилоту, и оператору бортового вооружения. Таким образом, во время войны появилось два лётчика-аса и три оператора-аса, все — в 1972 году. Низкая результативность объясняется рядом причин. F-4 изначально был перехватчиком и не предназначался для ведения манёвренного воздушного боя, уступая в горизонтальной манёвренности МиГам (хотя и превосходя их в вертикальной). У пилотов не было адекватной подготовки к ведению воздушного боя на коротких дистанциях. Наконец, сыграла роль и общая политика руководства ВВС. До 1967 года пилотам в ряде случаев было запрещено атаковать вьетнамские МиГи до тех пор, пока те не атаковали их. Как отмечал генерал-майор Альтон Слэй, служивший в штабе 7-й воздушной армии США, 
Уничтожение МиГов не было нашей целью. Целью была защита ударной группы. Любая победа над МиГом считалась бонусом. Сбитие ударного самолёта считалось… провалом миссии, вне зависимости от количества сбитых МиГов.
| Имя                | Победы | Самолёт | Замечания                              |
| ------------------ | ------ | ------- | -------------------------------------- |
| Чарльз Дебельвью   | 6      | F-4     | ВВС США, оператор бортового вооружения |
| Ричард Ритчи       | 5      | F-4     | ВВС США, пилот                         |
| Джеффри Фейнстейн  | 5      | F-4     | ВВС США, оператор бортового вооружения |
| Рэндалл Каннингхэм | 5      | F-4     | ВМС США, пилот                         |
| Вилли Дрисколл     | 5      | F-4     | ВМС США, оператор бортового вооружения |